# عمر مالك
عمر مالك (9 أبريل 1992 بالنرويج - ) هو لاعب كرة قدم باكستاني في مركز الدفاع. شارك مع منتخب باكستان لكرة القدم. أما مع النوادي، فقد لعب مع FK Tønsberg ‏ وFK Eik Tønsberg ‏.

## مسيرته الكروية
لعب عمر مالك خلال مسيرته الاحترافية مع ناديين في أربعة مواسم وسجل خلالها هدفًا واحدًا ضمن 30 مباراة. ولم يفز بأي موسم بالكأس أو بالدوري.
خاض عمر مالك مسيرته مع FK Tønsberg ‏ في موسم 2010 واستمر معه طيلة ثلاثة مواسم، مشاركًا في 27 مباراة ولم يسجل أي هدف. ثم انتقل إلى FK Eik Tønsberg ‏ ما بين عامي 2014 و2015 لمدة موسم واحد، حيث شارك في 3 مباريات سجل خلالها هدفًا واحدًا.

## وصلات خارجية
- عمر مالك على موقع ناشيونال فوتبول تيمز (الإنجليزية)